# Parkrun
parkrun er et gratis fem kilometer løbearrangement for alle hver lørdag morgen. Det begyndte i England i oktober 2004, og i Danmark i maj 2009 på Amager Fælled i København.
Parkun er en frivillig organisation og alle lokale løb afvikles af frivillige kræfter. 
Løberen må først registrere sin navn på parkruns hjemmeside og udskrive en personlig stregkode med sit medlemsnummer. Efter et løb bliver tid, placering og løbsstatistik slået op på hjemmesiden, og man modtager en personlig mail med placering og løbetid, inklusiv en "aldersgraduering", hvor løbetiden bliver reguleret for alder.
Pr. februar 2019 findes der 854 parkrun-events i verden, inklusiv juniorløb i visse lande. Der løbes nu i Storbritannien, Australien, Sydafrika, Irland, Polen, Rusland, New Zealand, USA, Canada, Italien, Tyskland, Frankrig, Danmark, Sverige, Norge, Singapore, Finland, Namibia, Malaysia, Swaziland, Jersey, Guernsey, Isle of Man og Japan.

## Løb i Danmark
- Amager Fælled
- Amager Strandpark
- Brabrand
- Esbjerg
- Fælledparken
- Nibe
- Nordre Fælled, Randers
- Vejen